# Morro Grande (kommun)
Morro Grande är en kommun i Brasilien.   Den ligger i delstaten Santa Catarina, i den södra delen av landet, 1 500 km söder om huvudstaden Brasília. Antalet invånare är 2 890.
I omgivningarna runt Morro Grande växer i huvudsak städsegrön lövskog. Runt Morro Grande är det ganska glesbefolkat, med 38 invånare per kvadratkilometer.